# Література каннада
Література індійською мовою каннада, що належить до дравідійської групи, має стародавню історію. Безперервна письмова літературна традиція тієї мови бере початок у IX столітті н. е. і триває дотепер.

## Історія
Історію каннадської літератури поділяють на три періоди:
- Стародавній: близько 850—1200 років
- Середній: близько 1200—1700 років
- Сучасний: від 1700 року дотепер

Література перших двох періодів була передусім релігійною, хоч відома невелика кількість мирських творів.

### Стародавній період
Однією з найдавніших пам'яток каннадської літератури є Кавіраджамарга, філологічна праця, написана близько 850 року. Кавіраджамарга присвячена літературній критиці, поетиці та граматиці мови каннада.
Література стародавнього періоду створювалась практично винятково джайнами .

### Середній період
Від XII століття паралельно з джайнською почала розвиватись література лінгайатісма. Значення джайнської літератури поступово зійшло нанівець до XIV століття, у той же час виникла література вайшнавізму, період бурхливого розвитку якої припав на XV століття.

### Сучасний період
У XIX столітті під впливом англійської літератури в літературі каннада затвердились нові для неї форми європейського походження, наприклад оповідання і роман.
У другій половині XX століття сім літераторів, які пишуть мовою каннада, стали лауреатами премії Джанпіт (одна з двох найпрестижніших літературних премій Індії).